# 陳智才
陳智才，BBS，外號「才叔」，前香港羽毛球代表隊總教練，曾帶領香港隊於2009年東亞運動會取得1金1銀2銅的佳績；於2010年4月退休，結束其15年的港隊總教練生涯，其職位則由何一鳴接任。

## 比賽簡歷
陳智才年青是亦為香港羽毛球代表隊成員，曾代表香港參加1988年夏季奥林匹克运动会羽毛球比賽（當屆為表演項目），並夥拍陳念慈奪得混雙項目的銅牌；1990年，又代表香港在1990年英聯邦運動會贏得混雙金牌。

## 榮譽
- 香港特區政府嘉獎

銅紫荊星章（BBS）（2007年）